# Zbrodnia w Gucinie
Zbrodnia w Gucinie – zbrodnia dokonana 11 lipca 1943 roku podczas rzezi wołyńskiej na ludności polskiej w kolonii Gucin położonej w powiecie włodzimierskim województwa wołyńskiego przez oddział Ukraińskiej Powstańczej Armii. Szacuje się, że zginęło w niej 140 osób.
11 lipca 1943 roku kolonia Gucin, w której mieszkało około 170 Polaków i kilka rodzin ukraińskich i mieszanych, została otoczona przez liczną grupę bojowników UPA. Napastnicy przyprowadzili ze sobą pojmanych Polaków z sąsiedniego Myszowa. Upowcy rozeszli się po osadzie i zmuszali ludność polską do udania się do wybranych miejsc kaźni. Jednym z nich była nieużywana kuźnia w gospodarstwie Jana Krzysztana. Kuźnię, w której zamknięto Polaków, podpalono. Mimo pożaru oraz ostrzału z broni palnej, kilku osobom udało się zbiec przez wyłom wykonany w ścianie budynku. W tym miejscu zginęło około 40 osób. W podobny sposób, paląc żywcem, zamordowano około 15 rodzin w stodole Jachyma (lub Jachima). Polaków zabijano także w innych miejscach wsi. Oszczędzono żonatego z Ukrainką Pawła Bubę, który wkrótce zbiegł z obawy o życie do Włodzimierza Wołyńskiego.
Ocaloną Apolonię Traczykiewicz ukrywał Ukrainiec Petro Muzyka. Za odmowę wydania jej został zastrzelony przez upowców. Znane są jeszcze trzy przypadki udzielania pomocy ocalonym przez ukraińskich mieszkańców Gucina.
Ofiary mordu pochowano w trzech zbiorowych mogiłach, obecnie leżących na polach uprawnych.

## Upamiętnienie
W 1996 roku Stowarzyszenie Upamiętniania Polaków Pomordowanych na Wołyniu postawiło w Gucinie metalowy krzyż o wysokości 5-10 metrów.

## Literatura
- Grzegorz Motyka, Ukraińska partyzantka 1942-1960, Warszawa 2006 Wyd. Instytut Studiów Politycznych PAN, Oficyna Wydawnicza "Rytm", ISBN 83-88490-58-3 (ISP PAN,) ISBN 83-7399-163-8 (Rytm), ISBN 978-83-88490-58-3, s. 332;
- Romuald Niedzielko, Kresowa księga sprawiedliwych 1939-1945. O Ukraińcach ratujących Polaków poddanych eksterminacji przez OUN i UPA, ISBN 978-83-60464-61-8, Warszawa 2007, s.97;
- Władysław Siemaszko, Ewa Siemaszko, Ludobójstwo dokonane przez nacjonalistów ukraińskich na ludności polskiej Wołynia 1939–1945, t. 1, Warszawa: „von borowiecky”, 2000, s. 828-829, ISBN 83-87689-34-3, OCLC 749680885.